# Porno film
Porno film je slovenski komični film iz leta 2000, ki ga napisal in režiral Damjan Kozole.
Film je videlo 54.915 gledalcev.

### Zgodba
Luzerski Čarli bi rad posnel porno film. John mu ponudi svoje prostitutke. Frenk, ki ga Čarli ne mara, postane tretji član ekipe. Čarli na avdiciji spozna mlado Rusinjo Kalinko.

## Produkcija
Producent je bil E-Motion film, koproducent pa RTV Slovenija. Proračun je ocenjen na 56.800.000 tolarjev (237.022 evrov), Filmski sklad RS pa je prispeval 162.744 evrov.

## Zasedba
- Matjaž Latin: Čarli
- Primož Petkovšek: John
- Zoran More: Frenk
- Natalija Danilova: Kalinka
- Roberto Magnifico: Bato
- Emil Cerar: Fernandel
- Špela Mohar: Marina
- Vanja Slapar: Rusinja
- Lika Pirjevec: Rusinja
- Saša Dragaš: Mile
- Nenad Milikić: Boter
- Tomislav Gotovac
- Boštjan Hladnik

## Ekipa
- fotografija: Ven Jemeršić
- glasba: Drago Ivanuša
- montaža: Zlatjan Čučkov in Dafne Jemeršić
- scenografija: Don Schwab
- kostumografija: Barbara Pešut
- maska: Aljana Hajdinjak
- zvok: Damijan Kunej

## Nagrade

### Festival slovenskega filma 2000
- nagrada občinstva
- nagrada slovenskih filmskih kritikov in kritičark
- Stopova nagrada za igralca leta: Matjaž Latin
- Stopova nagrada za igralko leta: Natalija Danilova
- Stopova nagrada za obetavnega igralca: Primož Petkovšek
- nagrada za celovečerni film

## Izdaje na nosilcih
- Porno film. videokaseta. Ljubljana : Karantanija cinemas, 2001
- Porno film. video DVD. Ljubljana : Karantanija cinemas, 2002
- Porno film. video DVD. Ljubljana : Karantanija cinemas, 2005